# Roccalumera
Roccalumera (Roccolumera in siciliano) è un comune italiano di 4 172 abitanti della città metropolitana di Messina in Sicilia.
È conosciuta per essere la città di origine del poeta Salvatore Quasimodo — premio Nobel per la letteratura 1959, che vi trascorse l'infanzia e la giovinezza e a cui dedicò diverse liriche — e la sede della casa madre delle suore Cappuccine del Sacro Cuore di Francesco Maria Di Francia e madre Veronica Briguglio.

## Storia

### Dalle origini al XVI secolo
Per tutta la durata del Medioevo, e fino al XVII secolo, il territorio di Roccalumera era diviso tra le due baronie di Savoca e di Fiumedinisi.
Più precisamente: la zona meridionale del paese (fino al piccolo torrente Pagliara) apparteneva a Savoca, tutto il resto, comprese le borgate di Allume e Sciglio, erano sotto la giurisdizione politico-amministrativa di Fiumedinisi.
Nel 1540 re Carlo V concesse al Viceré di Sicilia don Ferrante I Gonzaga le miniere vicino al bosco di San Michele, allora facente parte della Baronia di Fiumedinisi, quale ricompensa per essersi distinto nella conquista di Tunisi. Nella parte meridionale del paese si trovava (e si trova) la torre Sollima o Ficara (detta anche Zi Paola), inserita nel complesso di fortificazioni alle quali faceva capo il castello di Pentefur di Savoca. Nel 1606, le miniere di Ferrante Gonzaga vennero acquistate dalla famiglia La Rocca, che verso il 1610 ottenne il permesso di popolare quelle terre.
Nel 1613 Giovanni La Rocca sposò Isabella Lanza Abbate, vedova del Barone di Fiumedinisi Antonino Romano Colonna Statella, che gli portò in dote il bosco di San Michele; Giovanni La Rocca allora riunì sotto la sua giurisdizione il territorio del bosco di San Michele con quello delle miniere che già possedeva, formando il primo nucleo denominato "Roccalumera" (toponimo che deriva da Roccae Alumeriae cioè Rocca dell'Allume, Rocca dal nome del proprietario, Allume, per indicare le importanti miniere).
Tale nucleo, corrispondente all'attuale Allume, può dunque dirsi a ragione il "centro storico" della cittadina roccalumerese.
Tuttavia esso doveva esistere già prima del 1610, essendo presente nell'abitato una chiesa in stile siculo-bizantino dedicata a san Michele Arcangelo, probabilmente risalente al 1100/1200.
Nel 1530 risultano esistere ad Allume ben 115 case, per cui è facile ipotizzare che in quel periodo vi dimorassero almeno 350/400 abitanti.
Possiamo ben dire che questo piccolo borgo traeva il suo sostentamento dalla produzione mineraria, ma anche da agricoltura, allevamento e pastorizia.

### XVII-XVIII secolo
Nel periodo che va dal 1613 al 1816, la Terra di Rocca Alumarie fu un marchesato, sottoposto al mero e misto imperio della famiglia La Rocca, incastonato tra la Terra di Savoca a sud e la Baronia di Fiumedinisi a nord.
In occasione della rivolta antispagnola di Messina del 1674/1678, il paese di Rocca Alumarie venne posto sotto la supremazia militare di Savoca, pur rimanendo sempre in possesso della famiglia La Rocca.
Risale a questo secolo (Seicento) la costruzione della Matrice di Roccalumera, e sede dell'omonima Arcipretura, dedicata alla Madonna del Rosario, che proprio nel 1674 viene proclamata patrona principale della città, ruolo che conserva tutt'oggi.
Nel 1695, il paese di Pagliara, emancipandosi dalla Terra di Savoca, acquistava la piena autonomia amministrativa, sicché nel suo territorio vennero inserite le borgate rivierasche di Botteghelle, Palma, San Niccolò e Calleggi che costituirono la cosiddetta Marina di Pagliara.

### XIX secolo
Nel 1812 la nuova costituzione del Regno di Sicilia abolì il feudalesimo: il marchesato di Rocca Alumarie divenne il comune di Roccalumera, inserito nel Circondario di Alì, facente parte del Distretto di Castroreale.
Successivamente, nel 1851, mediante regio decreto di re Ferdinando II delle Due Sicilie, viene istituito il novello comune autonomo di San Ferdinando (oggi Nizza di Sicilia) al quale vennero assegnati le borgate di San Giovanni e di Ciumareddu, appartenenti alla Marina di Fiumedinisi e i territori della Marina di Roccalumera. Il comune di Roccalumera vide ridursi la propria estensione territoriale. Solo poco tempo dopo, però, nel settembre 1851, sempre con Regio Decreto di re Ferdinando II, si dispose che le borgate di Botteghelle, Palma, San Niccolò e Calleggi, appartenenti al comune di Pagliara venissero assegnate a Roccalumera che così veniva "ripagata" per le consistenti rinunce territoriali subite a favore di San Ferdinando. Lo stesso regio decreto del 1851 dispose, altresì, che la sede municipale di Roccalumera venisse trasferita da Allume alla borgata rivierasca di Botteghelle. Fu allora che Roccalumera assunse i confini che tuttora, grossomodo, ancora conserva; essendo ricompresa tra il torrente Pagliara e il torrente Allume.
Fu poi a partire dal 1851 che si ebbe un grande incremento edilizio sul litorale, precisamente sulla vecchia trazzera che collegava Messina a Catania (l'attuale S.S. 114, detta anche corso Umberto I). Molte famiglie aristocratiche di latifondisti provenienti dai paesi collinari circostanti (Pagliara, Locadi, Mandanici, Savoca, Fiumedinisi) si stabilirono lungo il corso principale del paese, edificandovi eleganti e sontuose residenze tuttora visibili; tra queste famiglie si ricordino i Mastroeni, gli Scuderi, gli Argiroffi, i Nicòtina, i Mazzullo, i Parisi, i De Luca e gli Interdonato. Insomma, si sviluppò l'abitato entro la conformazione che lo denota a tutt'oggi, comprendente sia i borghi collinari che la sempre più popolata marina.
Sorsero chiese, case, palazzi nobiliari e alcuni opifici dediti alla lavorazione della seta e degli agrumi ricavati negli ubertosi agrumeti locali. Roccalumera (come la vicina Santa Teresa di Riva) divenne un importante centro agricolo, artigianale e commerciale. Tra il 1880 e il 1914, il limitrofo comune di Pagliara risulta soppresso e inglobato a quello di Roccalumera.

### XX-XXI secolo
La Roccalumera del XX secolo è stata teatro delle vicende di alcuni personaggi di rilievo internazionale a livello culturale e religioso, a cui ha dato i natali.

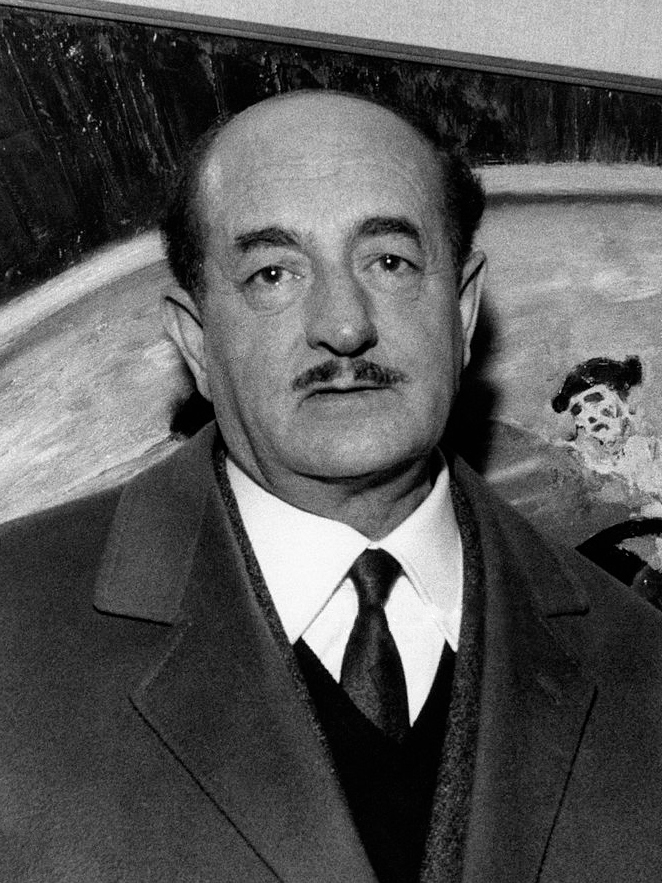
Salvatore Quasimodo,
.

Al paese è infatti legata inscindibilmente la figura di Salvatore Quasimodo, premio Nobel per la letteratura 1959: qui nacque ed è sepolta tutta la famiglia del poeta; qui egli trascorse l'infanzia e la giovinezza; qui fece immediatamente ritorno dopo il conferimento del Premio Nobel per consegnarlo al padre novantenne;
e molte furono le poesie che dedicò al paese, tra cui la più nota Vicino ad una Torre Saracena per il fratello morto, oggi riprodotta su una lapide di marmo posta alla base della torre.
La storia di Quasimodo si intreccia, all'inizio del secolo, con quella di un'altra figura eminente: il poeta fu infatti battezzato nel 1901 nella chiesetta delle Anime purganti e di Maria Bambina, in via Caminiti, dal canonico Francesco Maria Di Francia, venerabile dalla Chiesa cattolica. Egli, fratello di sant'Annibale — entrambi nipoti di roccalumeresi — giunse nella cittadina nel 1897 per seguire l'opera di quattro suore, guidate dalla roccalumerese suor Veronica Briguglio, poi riconosciuta Serva di Dio dalla Chiesa cattolica. Essi fondarono in questo modo proprio a Roccalumera la Congregazione delle Suore Cappuccine del Sacro Cuore, istituto che nel corso del secolo si diffonderà in molte nazioni del mondo e che ha dunque in Roccalumera la sua Casa Madre, il suo punto di riferimento principale.
Essi affidarono ben presto la loro opera alla custodia di sant'Antonio di Padova, a cui intitolarono l'Istituto e di cui promossero il culto. Al Santo di Padova fu costruito un grande santuario - che conserva le spoglie mortali di entrambi i fondatori. Sant'Antonio inoltre è oggi venerato come compatrono dai Roccalumeresi (eletto protettore di Roccalumera nel 2004 dall'amministrazione comunale, si affianca così alla storica patrona).

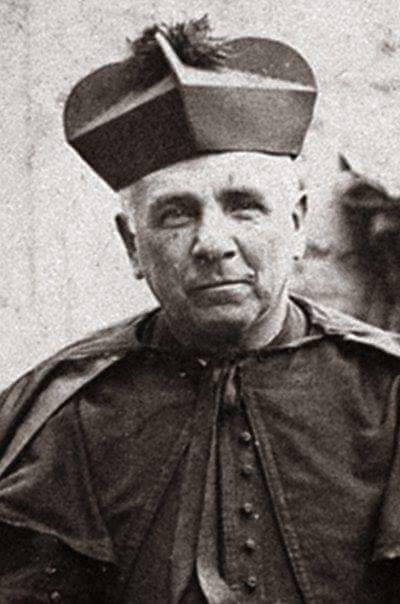
Francesco Maria di Francia, Venerabile della Chiesa Cattolica

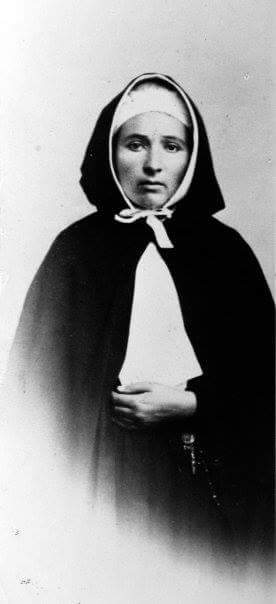
Madre Veronica Briguglio, riconosciuta Serva di Dio dalla Chiesa Cattolica.

Dal punto di vista topografico, il XX secolo è segnato invece dall'accorpamento, durante il regime fascista, del limitrofo comune di Nizza di Sicilia (soppresso con R.D. n. 655/1929). Nel 1948 la Regione Siciliana con la legge n. 42 separò nuovamente i due comuni statuendo definitivamente i confini attuali.

### Simboli
Lo stemma e il gonfalone sono stati concessi con decreto del presidente della Repubblica del 20 marzo 1980.
Il gonfalone è un drappo di bianco.

## Cultura
Dal punto di vista culturale, Roccalumera è una città particolarmente fiorente, in relazione alla sua storia, ai suoi monumenti e ai grandi personaggi che l'hanno animata.

### Città di Salvatore Quasimodo
Roccalumera è nota per essere il luogo di origine del premio Nobel Salvatore Quasimodo. Ne ospita la casa di famiglia, dove fece immediatamente ritorno subito dopo aver ricevuto il premio per consegnarlo all'anziano padre, i luoghi dell'infanzia e della giovinezza, nonché i diversi luoghi suggestivi a cui ha dedicato i suoi versi.
Oggi parte dei familiari del poeta, tra cui la sorella Rosina, moglie di Elio Vittorini, sono sepolti nel cimitero di Roccalumera.

#### Parco letterario Salvatore Quasimodo

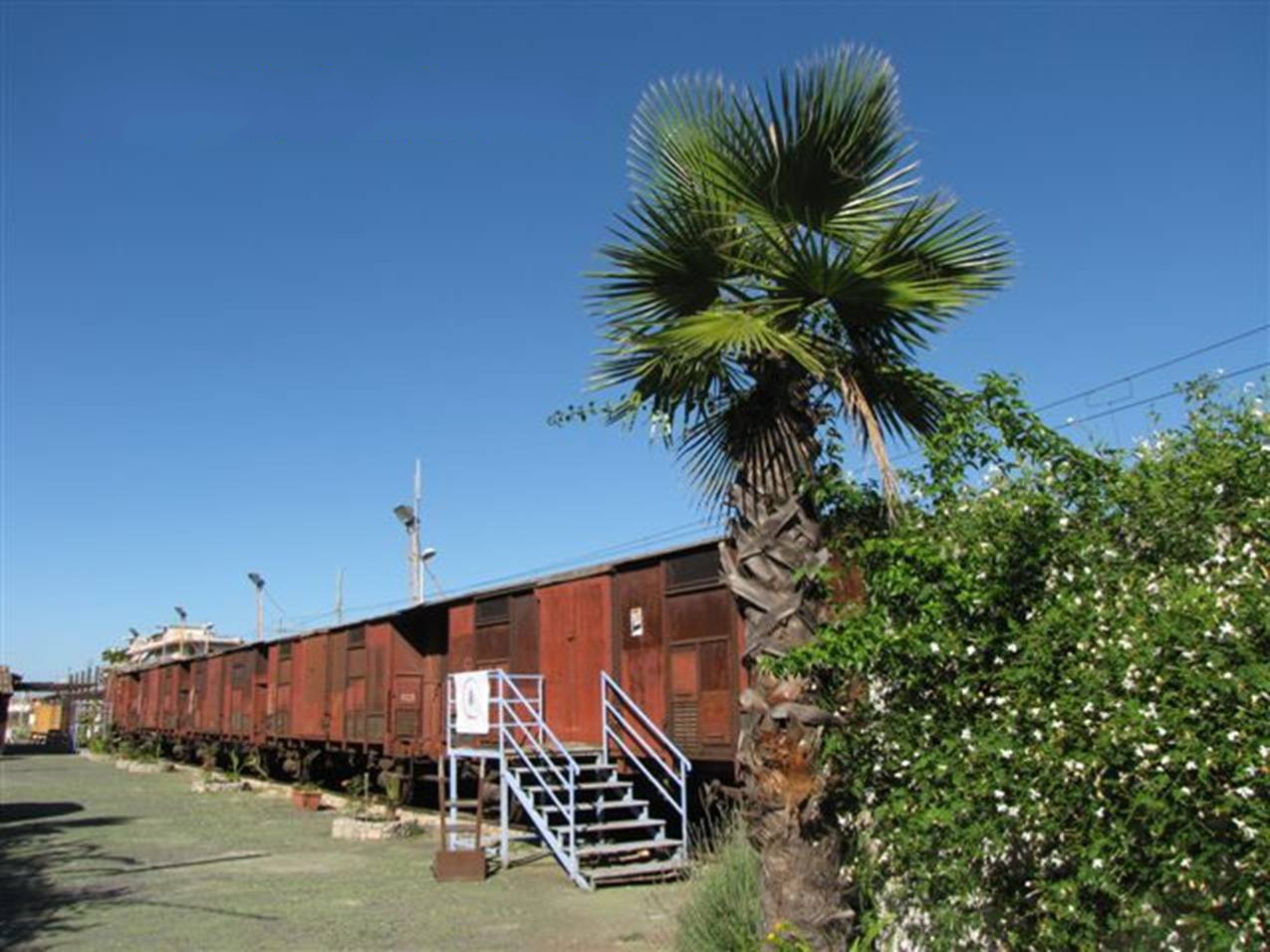
Il Parco Letterario Salvatore Quasimodo, ospitato nell'antica stazione ferroviaria di Roccalumera

È ubicato nella vecchia stazione ferroviaria. All'interno del giardino-museo sono parcheggiati cinque vagoni ferroviari merci trasformati in treno-museo con una galleria fotografica sul poeta. Nella biglietteria si trovano molti cimeli, tra i quali lo studio originale di Milano, il diploma di laurea dell'Università di Messina e i certificati vari sia del poeta ma anche della sua famiglia, inoltre, è conservata la corrispondenza privata con personalità estere e ammiratori. È possibile visionare i filmati delle teche Rai e di televisioni estere, tra cui la cerimonia del premio Nobel. Fa pure parte del Parco Letterario la Torre Saracena. Al suo interno conserva un quadro del Settecento raffigurante il maniero stesso e le gouaches, acquarelli frutto dell'estro artistico di Salvatore Quasimodo. Il Parco Letterario Salvatore Quasimodo è gestito dal Club “Amici di Quasimodo”.

### Città di Francesco e Veronica
Roccalumera è nota per aver dato i natali a Madre Veronica Briguglio, oggi riconosciuta Serva di Dio, ed essere stata teatro della fondazione della Congregazione delle Suore Cappuccine del Sacro Cuore ad opera della giovane religiosa e del canonico Francesco Maria Di Francia, oggi riconosciuto Venerabile dalla Chiesa cattolica. La città ospita dunque i luoghi della fondazione, la casa madre dell'istituto (punto di riferimento mondiale della congregazione) e il santuario di Sant'Antonio di Padova, che conserva le loro spoglie mortali e un museo a loro dedicato.

### Città dei borghi e delle Chiese
Caratteristica di Roccalumera è l'essere costituita fin dall'epoca più remota dall'unione di diversi borghi secolari, i Bagli (da "baglivo", un giudice che decideva nelle controversie tra proprietari terriere e animali), di cui restano ancora diversi anfratti tipici, che creano angoli pittoreschi e suggestivi;
- Il borgo di Allume, con la chiesetta di San Michele risalente al XII secolo e la chiesa barocca del Rosario, matrice della città;
- Il borgo di Sciglio, con la chiesa dei Santi Cosma e Damiano e la Contrada Contrisa, con la chiesa di San Vito Martire;
- Il quartiere Ficara, con la Torre Saracena (Sollima-Ficara) e la chiesa della Madonna della Catena e il borgo del Baglio con la chiesetta del Crocifisso;
- Il quartiere Botteghelle nei pressi della Chiesa Madonna del Carmelo, con l'antica filanda e anticamente con la chiesa della Madonna Bambina (oggi custodita al Carmelo).

### Città del Folklore
Roccalumera, sede di diverse associazioni folkloristiche note a livello internazionale e impegnate annualmente in lunghe tournee all'estero, è stata dichiarata "Città del Folklore" — la prima in tutta la Sicilia — con solenne cerimonia il 10 marzo 2023 dalla Federazione Italiana Tradizioni Popolari. La città, inoltre, è sede storica del Festival Internazionale del Folklore.

## Monumenti e luoghi d'interesse

### Architetture religiose
Dislocate tra la marina e i borghi, sul territorio di Roccalumera sorgono diverse architetture religiose, alcune di grande valore storico e artistico. Tra di esse figurano la chiesa matrice e arcipretale della Madonna del Rosario (patrona principale di Roccalumera) che costituisce uno splendido scrigno in stile barocco; la chiesetta bizantina di San Michele (XI secolo); il santuario di Sant'Antonio di Padova (compatrono di Roccalumera), che conserva le spoglie del Venerabile Francesco Maria di Francia e della serva di Dio Veronica Briguglio, fondatori delle Cappuccine del sacro Cuore; i ruderi di San Vito e diversi altri monumenti di rilievo.
Chiesa di Santa Maria del Rosario

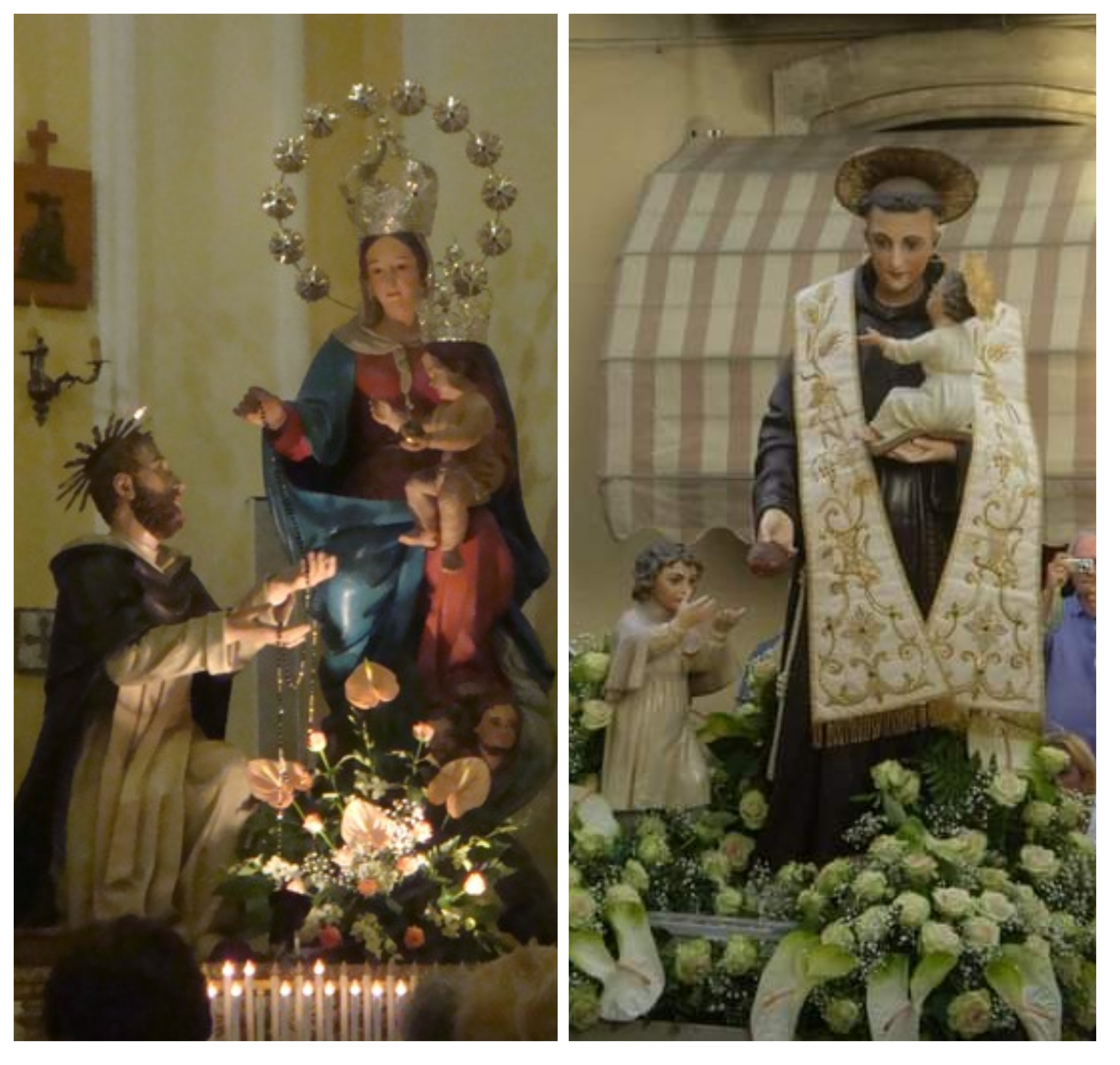
La patrona e il compatrono di Roccalumera (foto del 2010)

La chiesa di Santa Maria del Rosario è chiesa arcipretale e madrice di Roccalumera, che perpetua il culto alla Madonna del Rosario, patrona principale di Roccalumera dal 1674.
Situata nel centro del borgo di Allume, è una costruzione a navata unica con annessa torre campanaria, edificata nella seconda metà del XVII secolo con impostazione tipicamente barocca. Il tempio, distrutto dal terremoto del 1783, fu restaurato nel 1830. La torre campanaria della chiesa madre ospita cinque campane in bronzo e il caratteristico orologio con quadrante circolare e numeri romani. La campana più grande risale addirittura al 1760. L'interno della chiesa è ricco di decorazioni barocche e conserva numerose opere scultoree e pittoriche di indubbio interesse storico e artistico, tra cui il pregevole dipinto della Vergine e l'artistico simulacro in legno della patrona principale di Roccalumera, portato solennemente in processione lungo le strade del borgo allumese nella festa patronale della città.
Chiesa di San Michele Arcangelo

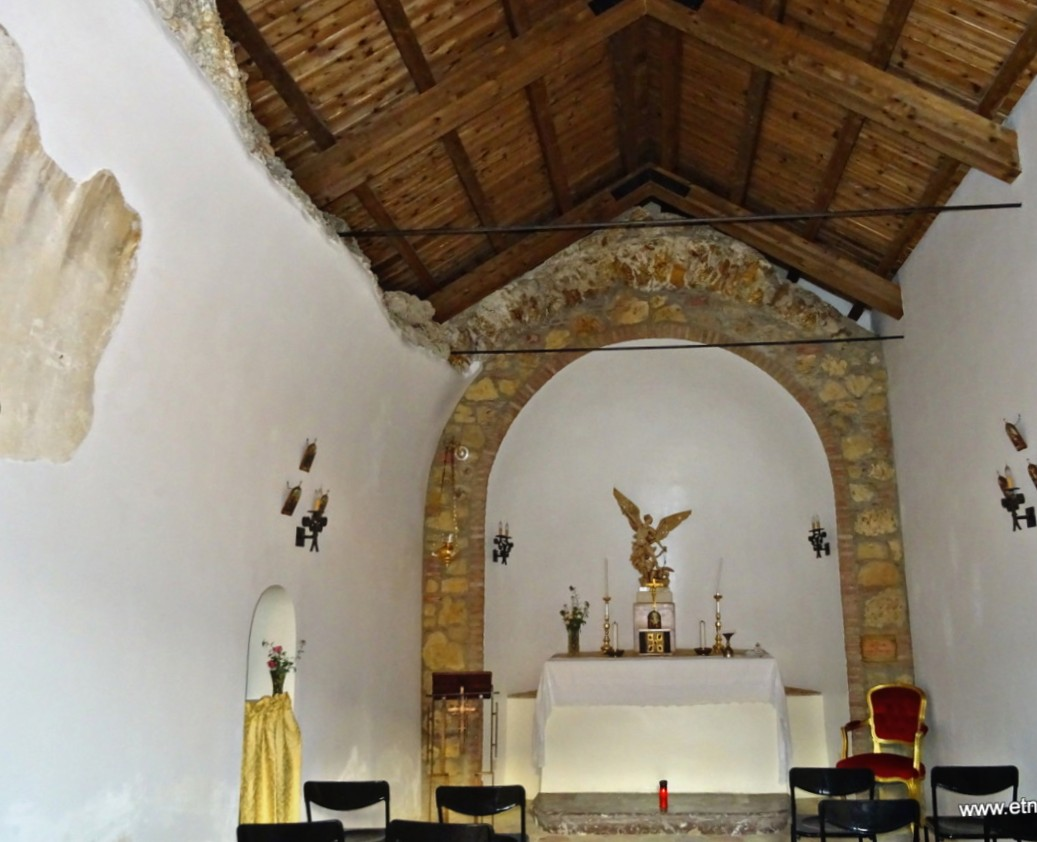
Interno della Chiesa di San Michele, 2018

Edificata in stile bizantino verso il secolo XII, la chiesetta di San Michele è la più antica chiesa di Roccalumera, oggi chiesa filiale dell'arcipretura del Santissimo Rosario. È dedicata sin dall'antichità (circa dieci secoli) al culto del santo arcangelo Michele, da cui prese nome sia l'antico borgo sia il bosco adiacente. Si trova nella parte alta di Allume e presenta una navata unica con volta a botte; di essa rimanevano solo l'abside e alcune porzioni dei muri perimetrali. Restaurata e riaperta al culto, è tornata ad essere un luogo suggestivo e accogliente per chi la visita. Ogni anno, nella cornice della festa patronale, ha luogo anche la processione con il nuovo simulacro dell'Arcangelo dalla matrice alla sua antichissima chiesetta.
Chiesa dei Santi Cosma e Damiano
Edificata verosimilmente nel XVII secolo, si trova in posizione dominante al centro dell'antica borgata di Sciglio, a monte della marina roccalumerese, sulle sponde del torrente omonimo. La chiesa, originariamente dedicata al Santissimo Salvatore, è citata in un atto di morte del 27 settembre 1674, conservato nei registri dell'Arcipretura del Santissimo Rosario. Già dalla seconda metà del XVIII secolo vi si veneravano i santi Cosma e Damiano, dal cui culto la chiesa è stata popolarmente identificata come dedicata ai due santi Medici. La piccola chiesa di stile barocco presentava oltre all'altare maggiore due altari laterali e la copertura era costituita da una volta a botte; dopo i lavori realizzati tra il 1955 e il 1957 sono stati asportati gli stucchi, rifatto l'altare maggiore e demolita la volta. Negli anni 1960 è stato realizzato l'odierno altare monumentale. L'edificio si presenta a navata unica con annesso campanile; la facciata è arricchita dal portale in pietra rosacea realizzato nel 1758, il campanile è novecentesco. La piazza antistante, con le tipiche merlature, è stata riedificata sul finire degli anni 1990.

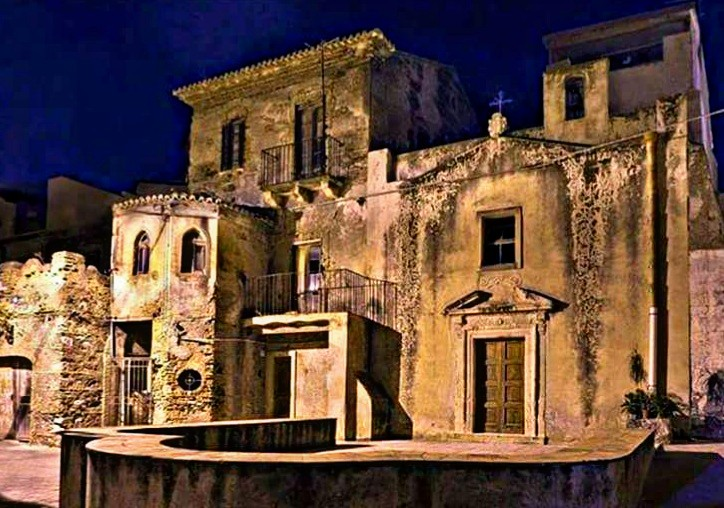
Chiesa del Santissimo Crocifisso
Risalente al 1740 circa, la chiesa del Santissimo Crocifisso è oggi filiale della parrocchia Santa Maria della Catena. Un tempo costituiva la cappella privata annessa alla villa del celebre scienziato Stanislao Cannizzaro, nel cuore del quartiere Baglio, che all'epoca “era un grande cortile chiuso da mura e adibito a mercato ittico-agricolo e rappresentava il borgo dei pescatori fin dal XVII secolo”. La struttura esterna dell'edificio è caratterizzata da un portale in pietra bianca e un campanile adiacente; al suo interno conserva invece un crocifisso in legno e un altare intarsiato in marmo, su cui ancora oggi si celebra periodicamente l'Eucaristia. Il tempietto è stato ritratto nello scatto dal titolo Sopravvissute con cui il fotografo roccalumerese Mario Pollino ha portato Roccalumera a qualificarsi tra i quattro comuni finalisti del Premio Letterario Nazionale “Il Borgo Italiano” 2018.
Chiesa di Santa Maria della Catena
Completata nel 1893, la chiesa di Maria Santissima della Catena fu edificata con impegno ed entusiasmo dagli abitanti dei quartieri Baglio e Ficarra, che all'epoca partecipavano alle funzioni religiose nella chiesetta del S.S. Crocifisso e "sentirono il bisogno di avere una loro chiesa", pensando fin da subito di dedicarla alla Vergine della Catena. È stata allargata e rinnovata profondamente sia all'interno sia all'esterno nel 1937: la struttura della nuova chiesa è a croce latina, con un soffitto a cassettoni con rosoni al centro e vetrate artistiche. Nel tempio e nel salone parrocchiale sono custoditi numerosi dipinti e opere scultoree di grande pregio tra cui la venerata effigie ottocentesca della Madonna della Catena, che domina l'altare maggiore della chiesa, un'Immacolata del XX secolo, un San Giuseppe del XIX secolo, un'Addolorata del 1907 con aureola settecentesca, una Madonna con Bambino del 1906, una seconda statua della Madonna della Catena realizzata nella prima metà del Novecento. Dopo un partecipato novenario, la venerata effigie della Vergine viene portata trionfalmente in processione la prima domenica di settembre, giorno della sua festa, raccogliendo i fedeli provenienti da tutta la zona jonica. La Madonna della Catena è patrona e protettrice del quartiere Baglio-Ficara, nonché patrona del Vicariato foraneo di Roccalumera-Santa Teresa di Riva insieme a san Basilio Magno.
Santuario di Sant'Antonio da Padova
Il santuario di Sant'Antonio da Padova è gestito dalle suore Cappuccine del Sacro Cuore. Nel tempio si perpetua il culto a sant'Antonio, storico custode dell'opera delle cappuccine e figura molto cara ai roccalumeresi. Il primo simulacro del Santo fu acquistato personalmente dal venerabile Francesco Maria Di Francia e giunse nella Casa Madre delle suore nel 1913, mentre il Santuario, che sorge sul terreno ad essa antistante, fu inaugurato non ancora ultimato nel 1932. Dal 2004 l'amministrazione comunale ha eletto protettore del paese anche sant'Antonio, che si affianca così alla Patrona Principale di Roccalumera dal 1674, la Madonna del Rosario.
Il 13 giugno di ogni anno il santuario è meta dei fedeli provenienti da tutto il comprensorio per partecipare alla Messa, porgere un atto di devozione al santo e ricevere i panini benedetti. Nel pomeriggio invece il simulacro del Compatrono, acquistato dal Fondatore, viene portato solennemente in processione lungo l'intera via Umberto I (l'arteria principale del paese), accompagnato dalla folla dei fedeli.
Nel tempio, inoltre, sono custodite le spoglie mortali del venerabile Francesco Maria di Francia e della serva di Dio Veronica Briguglio, fondatori delle Cappuccine del sacro Cuore, nonché una piccola reliquia del Santo di Padova.
Chiesa di Santa Maria del Carmelo

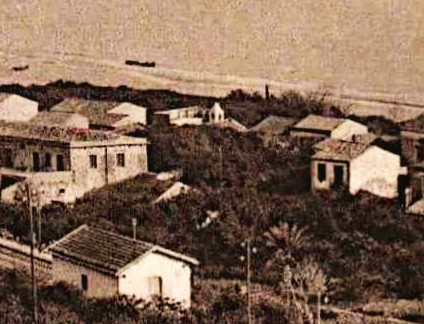
Campanile della Madonna Bambina, 1930 circa

Edificata nel 1938 nel quartiere Botteghelle, la chiesa della Madonna del Carmelo sorge alle spalle dell'antica chiesetta (già documentata nel 1725) dedicata alla Madonna Bambina e alle anime del Purgatorio, oggi non più esistente, che sorgeva un tempo nel centro del quartiere storico Botteghelle, in via Caminiti, e costituiva un luogo molto sentito dai cittadini roccalumeresi, che vide il battesimo di Salvatore Quasimodo per opera del venerabile Francesco Maria di Francia e la vocazione di suor Veronica Briguglio. Il nuovo tempio, che nella navata sinistra conserva la statua della Bambina, è dedicato alla Madonna del Carmelo, il cui simulacro è collocato sull'altare maggiore. All'interno sono conservate anche l'antica statua della Madonna del Carmelo, il simulacro di San Giuseppe, una tela raffigurante la Madonna e le anime purganti, tutti provenienti dalla chiesetta antica. Si venerano inoltre un artistico crocifisso, il simulacro del Sacro Cuore di Gesù e di Santa Rita da Cascia.
Ogni anno, il 16 luglio ha luogo la processione per le vie della parrocchia, mentre la domenica successiva il simulacro della Vergine, accompagnato da un corteo di barche, solca le acque di Roccalumera e Nizza con una processione a mare.
Chiesa di San Vito

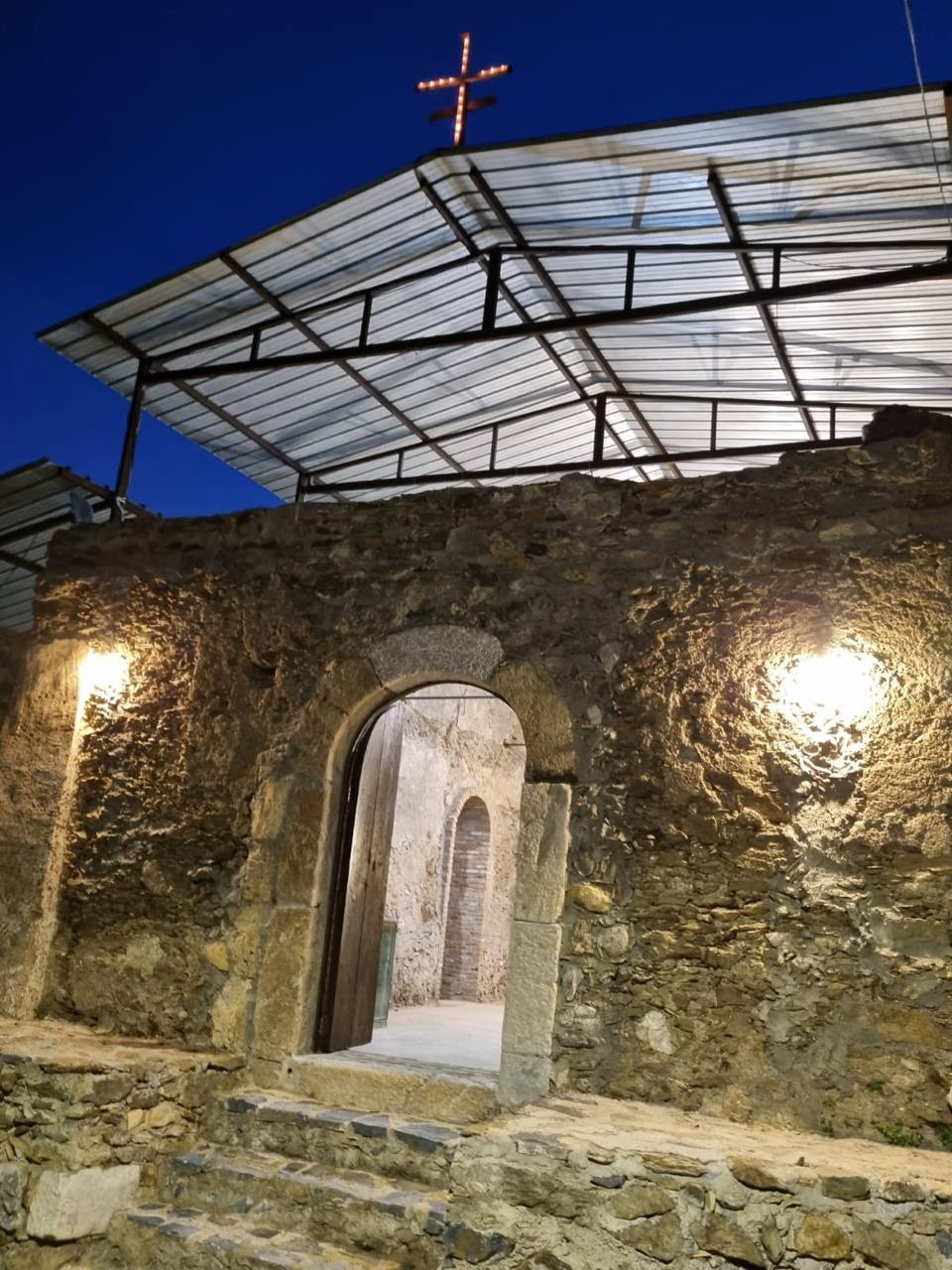
Particolare del portale in pietra posto all'ingresso della Chiesa di San Vito

Fu edificata a monte dell'antica borgata di Sciglio, in contrada Contrisa, tra la fine del Cinquecento e l'inizio del secolo successivo. Sicuramente esistente nel 1623, come si apprende da un atto pubblico del notaio Miceli Mamuni, nel quale un certo Giovanni Spadaro pagò due once alla ecclesia di Santo Vito della terra della Lumera. Nel XVII secolo la piccola chiesa fu insignita del titolo di venerabile e vi si celebravano tutte le funzioni religiose. Ad inizio del XX secolo la chiesa, che versava in condizioni di precaria stabilità, fu abbandonata e le campane, insieme al simulacro di San Vito, furono trasferite nella chiesa di Santa Maria del Rosario di Allume, sotto la cui giurisdizione spirituale si trovava. Della chiesa oggi rimangono i ruderi e una parte del portale in pietra. Nel 2013 è stata fatta una copertura provvisoria in lamierato e l'interno è visitabile durante i festeggiamenti in onore di San Vito che si tengono tradizionalmente nella seconda settimana di giugno.

### Architetture civili
- Casa di Salvatore Quasimodo.
- Antica Filanda (secolo XIX). La manifattura della seta rappresentò nei secoli passati la principale attività di Roccalumera; erano attive due filande a vapore: una a monte di fronte l'attuale posta (ora demolita), l'altra sul lungomare (ancora esistente) di cui è visibile la ciminiera in mattoni. Entrambe risalenti ai primi del Novecento, pare che siano rimaste attive sino al 1945-46.

### Architetture militari

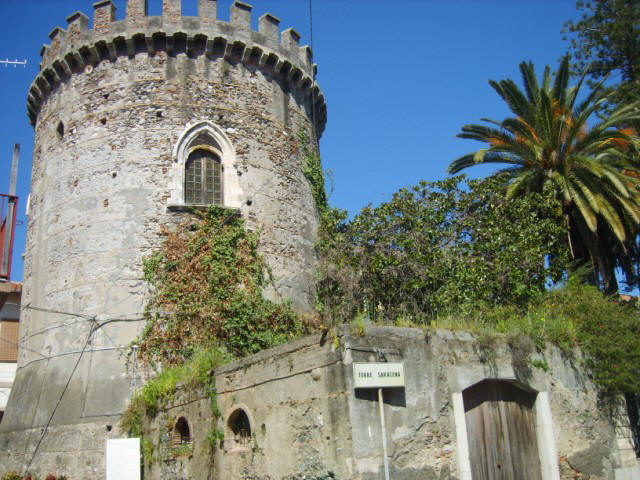
Torre saracena Roccalumera

- Torre Sollima (o Ficara) (secolo XII). Antica torre di avvistamento e di guardia, risalente, con molta probabilità agli inizi del Quattrocento; anche se non mancano gli storici che collocano la sua costruzione al secolo XII. È chiamata "Sollima" (dal nome della nobile famiglia messinese proprietaria della costruzione nel XVI secolo)[13] ed è conosciuta anche come "Ficara" o "Ficarra" toponimo che potrebbe avere origine dall'arabo “Fakhar” che significa potente, importante[14]. Faceva parte del sistema difensivo delle Torri costiere della Sicilia ed era in costante contatto con il castello di Pentefur a Savoca. Fungeva anche da rifugio per gli abitanti della zona in caso di incursione dei pirati. Torre saracena RoccalumeraNel 1578 la Torre Sollima presentava un tetto conico, due lucernari sulla parte superiore, una porticina d'ingresso al di sopra della zoccolatura e, di fianco, alla stalla dei cavalli, visibile ancora oggi. Venuto meno il pericolo dei pirati, agli inizi del XIX secolo, l'edificio divenne "Torre Telegrafo", mettendo in comunicazione il paese di Roccalumera con Barcellona Pozzo di Gotto. Nel 1830 furono aperte, nella parte superiore, due finestre a sesto acuto in pietra bianca; il tetto venne impreziosito con una notevole merlatura guelfa che fungeva da terrazzo. La “Torre Sollima” è divenuta nel tempo il simbolo di Roccalumera. Salvatore Quasimodo le fu particolarmente legato, dedicandole la poesia “Vicino a una Torre Saracena per il fratello morto”, riprodotta su una lapide di marmo posta alla base della torre. Grazie ai finanziati dalla Comunità europea nel 2000 iniziarono i lavori di ristrutturazione della torre e nel 2001 è diventata una sezione del Parco Letterario Salvatore Quasimodo, che oggi ha sede alla stazione di Roccalumera. La torre è visitabile su appuntamento.

## Società

### Evoluzione demografica
Abitanti censiti

### Feste
- I domenica di Ottobre, nel borgo di Allume: Festa della Madonna del Rosario, patrona principale di Roccalumera.
- 13 giugno, nell'intera marina: Festa di Sant'Antonio di Padova, Compatrono di Roccalumera.
- Ultima domenica di Settembre, nel borgo di Sciglio: Festa dei Santi Cosma e Damiano, titolari della parrocchia.
- I domenica di Settembre, nel quartiere Baglio-Ficara: Festa della Madonna della Catena, titolare della Parrocchia.
- Domenica successiva al 21 giugno, nel borgo di Sciglio: Festa della Madonna dei Miracoli.
- 16 luglio e domenica successiva, nel quartiere Botteghelle: Festa della Madonna del Carmelo, titolare della Parrocchia.
- Seconda settimana di giugno in contrada Contrisa: Festa in onore di San Vito Martire

## Infrastrutture e trasporti

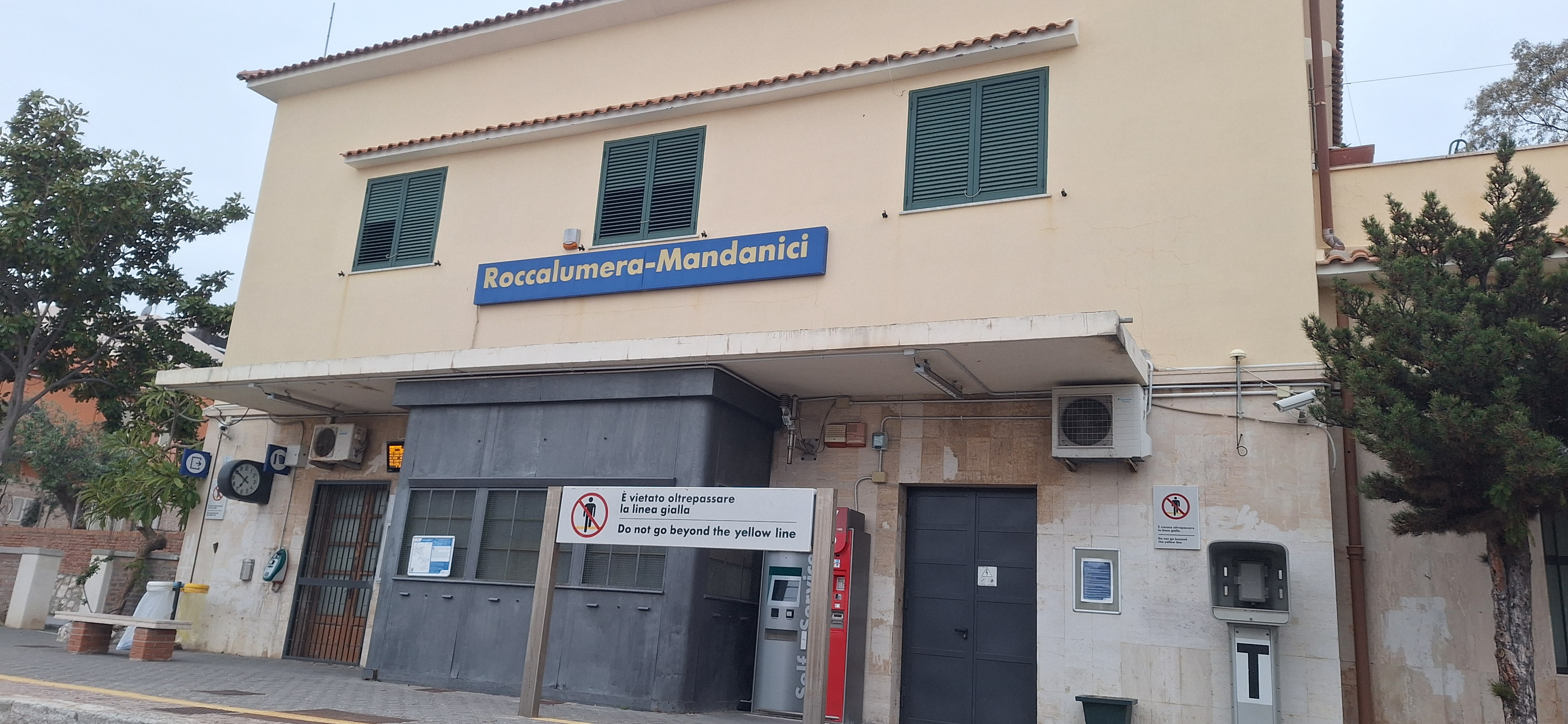
Uno scorcio della Stazione

### Ferrovie
Il comune è servito dalla Stazione di Roccalumera-Mandanici posta sulla ferrovia Messina-Siracusa.

## Amministrazione
Di seguito è presentata una tabella relativa alle amministrazioni che si sono succedute in questo comune.
| Periodo        | Periodo        | Primo cittadino           | Partito                           | Carica              | Note   |
| -------------- | -------------- | ------------------------- | --------------------------------- | ------------------- | ------ |
| 7 giugno 1985  | 22 maggio 1990 | Carmelo Sebastiano Saitta | Democrazia Cristiana              | Sindaco             | [ 16 ] |
| 22 maggio 1990 | 4 marzo 1994   | Carmelo Sebastiano Saitta | Democrazia Cristiana              | Sindaco             | [ 16 ] |
| 4 marzo 1994   | 15 giugno 1994 | Aldo Rao                  |                                   | Comm. straordinario | [ 16 ] |
| 15 giugno 1994 | 25 maggio 1998 | Gaetano Argiroffi         | lista civica                      | Sindaco             | [ 16 ] |
| 25 maggio 1998 | 27 maggio 2003 | Gaetano Argiroffi         | lista civica                      | Sindaco             | [ 16 ] |
| 27 maggio 2003 | 17 giugno 2008 | Giovanni Miasi            | lista civica                      | Sindaco             | [ 16 ] |
| 17 giugno 2008 | 11 giugno 2013 | Giovanni Miasi            | lista civica                      | Sindaco             | [ 16 ] |
| 11 giugno 2013 | 10 giugno 2018 | Gaetano Argiroffi         | lista civica                      | Sindaco             | [ 16 ] |
| 10 giugno 2018 | 29 maggio 2023 | Gaetano Argiroffi         | lista civica                      | Sindaco             | [ 16 ] |
| 29 maggio 2023 | in carica      | Giuseppe Lombardo         | Cambio di Passo - Sud chiama Nord | Sindaco             | [ 16 ] |

### Altre informazioni amministrative
Il comune di Roccalumera fa parte delle seguenti organizzazioni sovracomunali: regione agraria n. 6 (Montagna litoranea dei Peloritani).

## Sport
- Il Roccalumera Calcio è la locale squadra di calcio maschile, militante nel girone D del campionato di Seconda Categoria. I colori sociali sono il bianco e il blu. Disputa le gare interne presso il centro sportivo polivalente comunale.
- Il Roccalumera Pallavolo Asd è la locale squadra di pallavolo maschile, militante nel girone B del campionato di Serie D.

## Galleria d'immagini

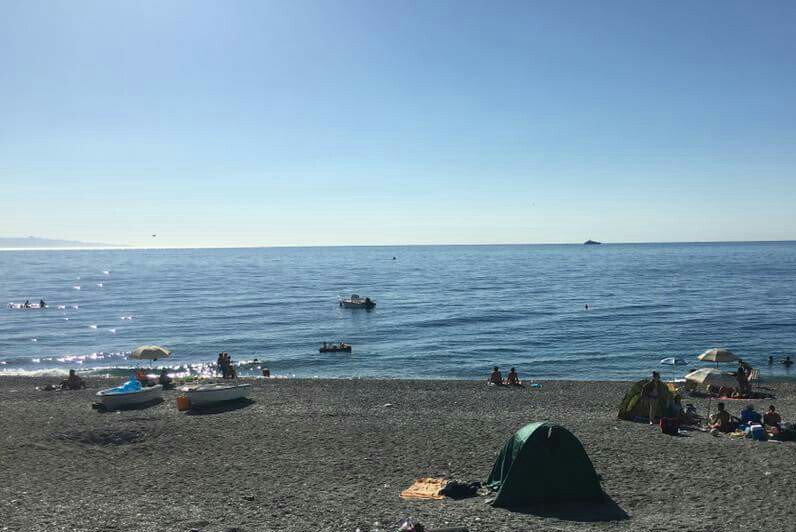
Veduta della spiaggia di Roccalumera
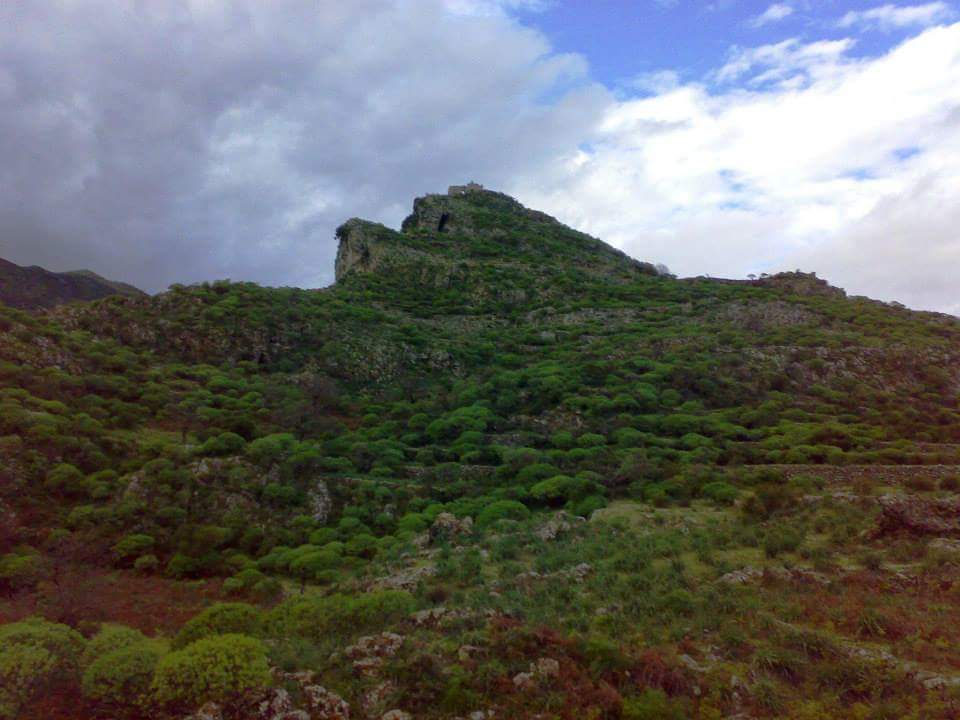
Veduta del Castello, Allume
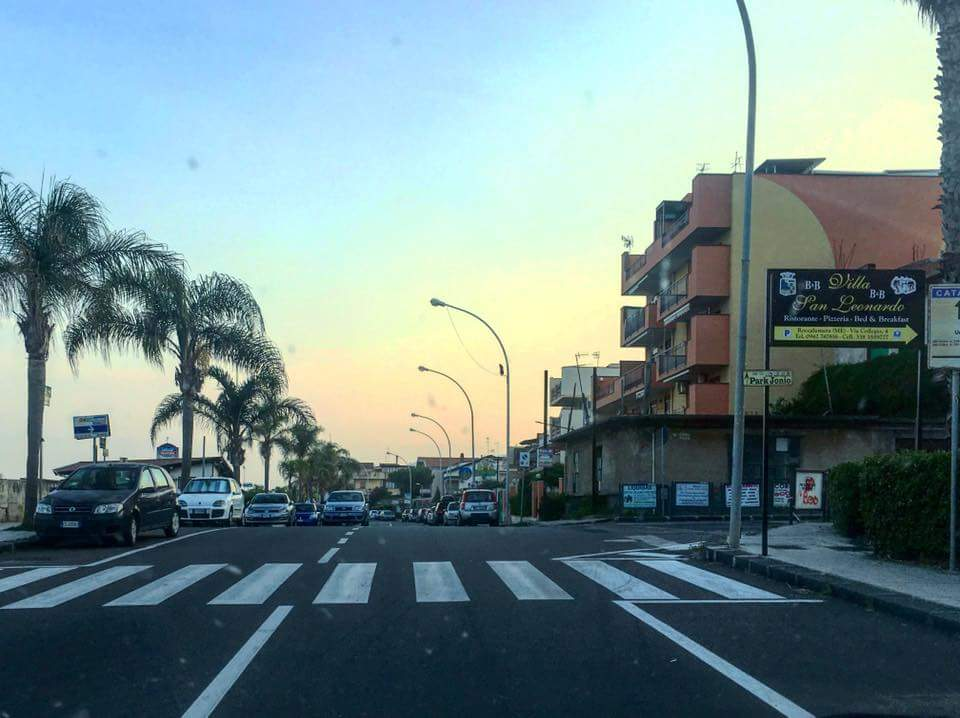
Via Lungomare, Roccalumera
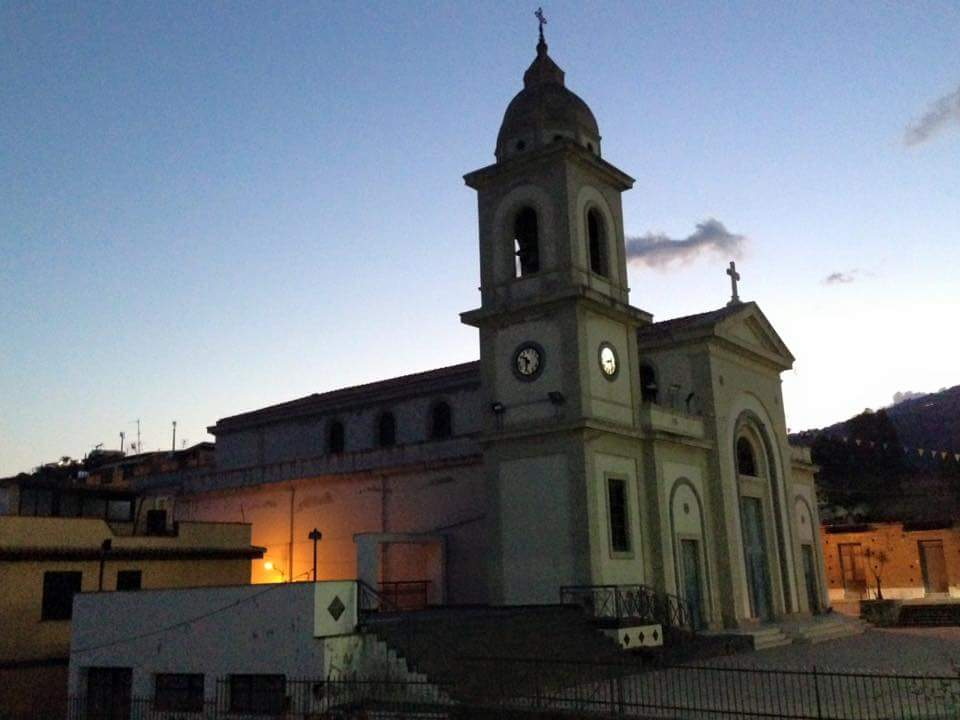
Chiesa della Madonna del Carmelo